# Hyacinthe Fidèle Avet
Hyacinthe Fidèle Avet (en italien Giacinto Fedele Avet), né le 24 avril 1788 à Moûtiers et mort le 3 septembre 1855 à Turin, est un magistrat et une personnalité politique sarde, originaire du duché de Savoie.

## Biographie

### Famille
Hyacinthe Fidèle Avet est né le 24 avril 1788 à Moûtiers, dans le duché de Savoie,. Il est le fils de Laurent Avet († 1828), appartenant à une famille bourgeoise de la province de Tarentaise. Ce dernier est sous-préfet de Tarentaise, durant l'occupation française du duché de Savoie, qui devient intendant de la province de la Haute-Savoie lors de la restauration du duché,.
Il se marie avec Suzanne Colson. Ils ont quatre enfants : Auguste, Henri, Laure et Louise-Hyacinthe. Auguste Avet (....-1876) fut premier procureur général de Turin, procureur général de Bologne, puis Florence et enfin Gênes.

### Carrières
Après des études au lycée de Grenoble, où il côtoie le futur ingénieur et homme politique Charles-Marie-Joseph Despine, Hyacinthe Fidèle Avet intègre l'école de droit de Grenoble. Il devient légiste. En 1814, il intègre la magistrature savoyarde. Il est ainsi successivement substitut avocat des pauvres en 1814, puis substitut avocat fiscal général en 1816 et intègre la plus haute magistrature du duché en intégrant le Sénat de Savoie, le 19 novembre 1819,.
En 1823, il se présente au prince de Carignan, Charles-Albert, en visite dans le duché. En 1823, il devient membre correspondant, puis titulaire l'année suivante, le 4 juin 1824, de l'Académie des sciences, belles-lettres et arts de Savoie,,. Le prince Charles-Albert, lorsqu'il accède au trône de Sardaigne, le nomme à la Commission de législation, mais aussi à la rédaction du Code Civil du royaume, en 1831,. Il intègre ensuite la section de grâce et justice et des cultes.
En 1833, il est nommé président de la Commission pour la législation des mines,. En 1843, il est nommé conseiller d'État pour les affaires ecclésiastiques de grâce et de justice,.
Le roi le fait, lui et ses descendants par lettres patentes du 21 novembre 1840, comte.
Il devient premier secrétaire d'État pour les affaires ecclésiastiques de grâce et de justice en 1843.
Il rencontre et suit la carrière du comte Giuseppe Barbaroux (1722-1843), qui fut ministre puis Garde des sceaux italien. De 1847, il travaille sur un Code de l'instruction criminelle. Il participe à la rédaction des Statuto (1848).
En 1848, le cabinet auquel il appartient démissionne est mis en retraite avec le titre de ministre d'État avec réserve de rappel au service,.
Hyacinthe Fidèle Avet meurt le 3 septembre 1855 à Turin,.

## Décoration
- Grand cordon de l'Ordre des Saints-Maurice-et-Lazare
- Commandeur de l'Ordre de la Couronne de fer

## Armoiries
| Blason à dessiner | Les armes de la famille Avet se blasonnent ainsi : "d'argent à la bande de gueules chargées de 3 abeilles d'or ; au chef d'azur chargé de 3 étoiles d'argent rangées en fasce. Devise : Contre le droit, nul droit. |

### Biographie
- Amédée de Foras, Armorial et nobiliaire de l'ancien duché de Savoie, vol. 1, Grenoble, Allier Frères, 1863-1966 (lire en ligne), p. 81, « Avet (comtes) »
- « Hyacinthe-Fidèle Avet, magistrat (né en 1788) », Mémoires, vol. 4, no 2,‎ 1861, p. XXX-LIV (lire en ligne)